# Miljardair

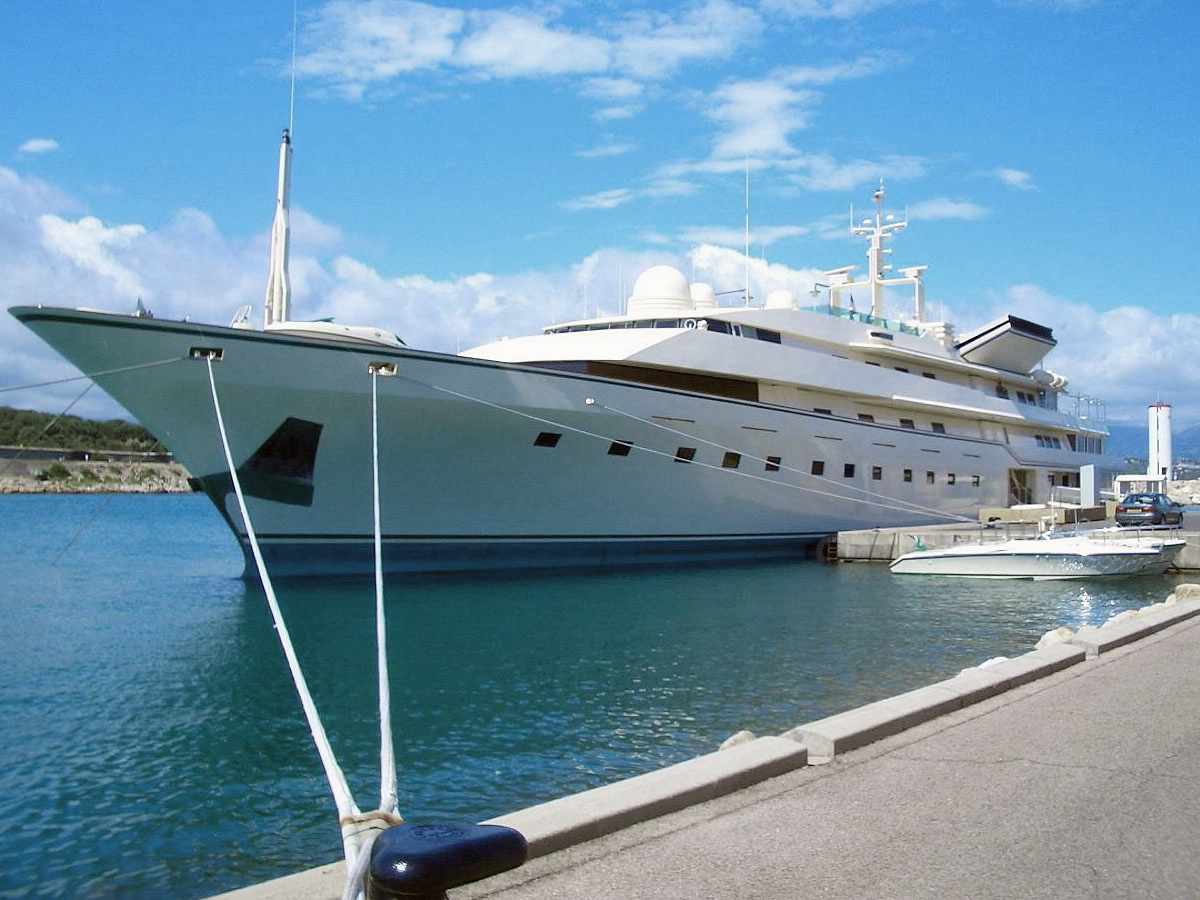
Superjacht van de Saoedische prins Al-Waleed bin Talal al-Saoed

De term miljardair is een generieke aanduiding voor een persoon die over ten minste 1 miljard eenheden van een nader aan te duiden munteenheid beschikt. In 2008 telde Nederland volgens de Quote 500 23 euromiljardairs.
Het tijdschrift Forbes publiceerde data over miljardairs. In maart 2011 stonden er 1210 miljardairs op de lijst met een totaal van 4,5 biljoen dollar (3,2 biljoen euro). Een jaar daarvoor was het totaal nog 3,6 biljoen dollar (2,5 biljoen euro). Anderhalf biljoen dollar was in 2011 in het bezit van Amerikanen. Het land met de meeste miljardairs was China, 115 in maart 2011.
In juli 2014 waren er 2325 miljardairs, volgens het onderzoeksbureau Wealth-X en de Zwitserse bank UBS, met een totaal vermogen van 7,3 biljoen dollar (5,63 biljoen euro). Europa telde 775 miljardairs met een gezamenlijk vermogen van 2,37 biljoen dollar, de Verenigde Staten telde 571 miljardairs en China 190.
Een persoon die minimaal 2 miljard bezit wordt een multimiljardair genoemd. Een persoon die minstens 100 miljard bezit noemt men een centimiljardair. In Amerikaanse dollars gemeten zijn er anno 2020 vijf centimiljardairs ter wereld, Jeff Bezos, Bill Gates, Mark Zuckerberg, Elon Musk en Bernard Arnault.

## Nederland
In Nederland nam het aantal miljardairs in de periode 2020-2021 volgens Quote 500 met zeven toe tot 45. De vermogens van de allerrijksten namen toe met 18%. Vastgoed en "tech" boden het meeste profijt. Bij de top-5 stijgers behoren Charlene de Carvalho-Heineken (13,5 miljard euro, bijna 12 miljard meer dan vorig jaar), projectontwikkelaar Remon Vos (5,7 miljard), Frits Goldschmeding (Randstad; 5,6 miljard), Gérita en Inge Wessels (o.m. bouwbedrijf Volker-Wessels) en Ralph Sonnenberg (Luxaflex).
Nederlands rijkste familie is de familie Brenninkmeijer met 23 miljard euro. 
De koninklijke familie Oranje-Nassau staat op plaats 11 met 1,2 miljard euro (een plus van 9,1%).
Gemiddeld werd elk van de 45 het afgelopen jaar 439,2 miljoen rijker.